# Bridgetown
Bridgetown [ˈbrɪdʒtaʊn] im Parish Saint Michael ist die Hauptstadt des karibischen Inselstaates Barbados und ebenso dessen Haupthafen und wirtschaftliches Zentrum. Ursprünglich wurde die Stadt Indian Bridge genannt, nach einer vorkolonialen Brücke über den heute Constitution River genannten Fluss.
Die Stadt wurde 1628 von Briten gegründet. Die Bewohner leben hauptsächlich vom Tourismus, produzieren aber auch Zucker, Rum und Melasse.

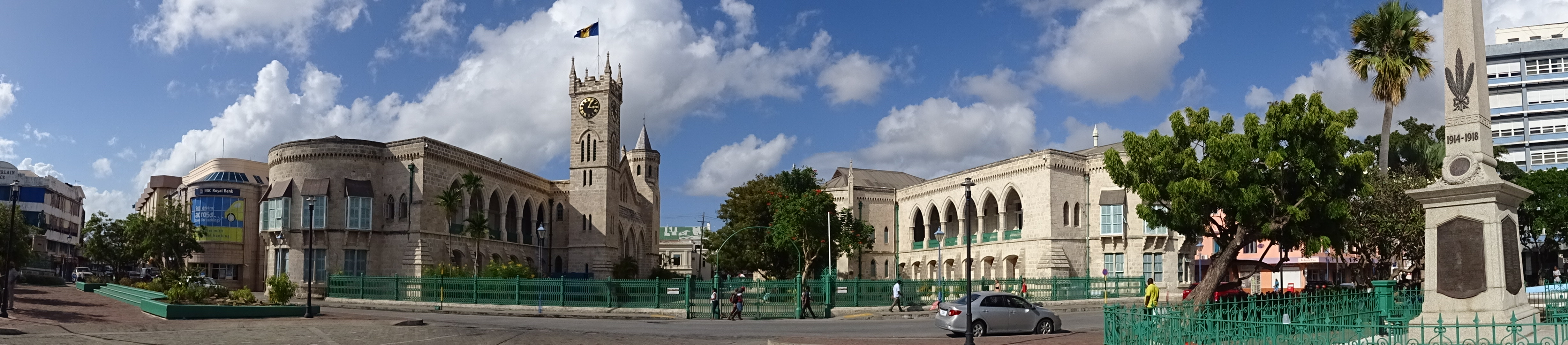
Bridgetown, National Heroes Square, Parliament Buildings

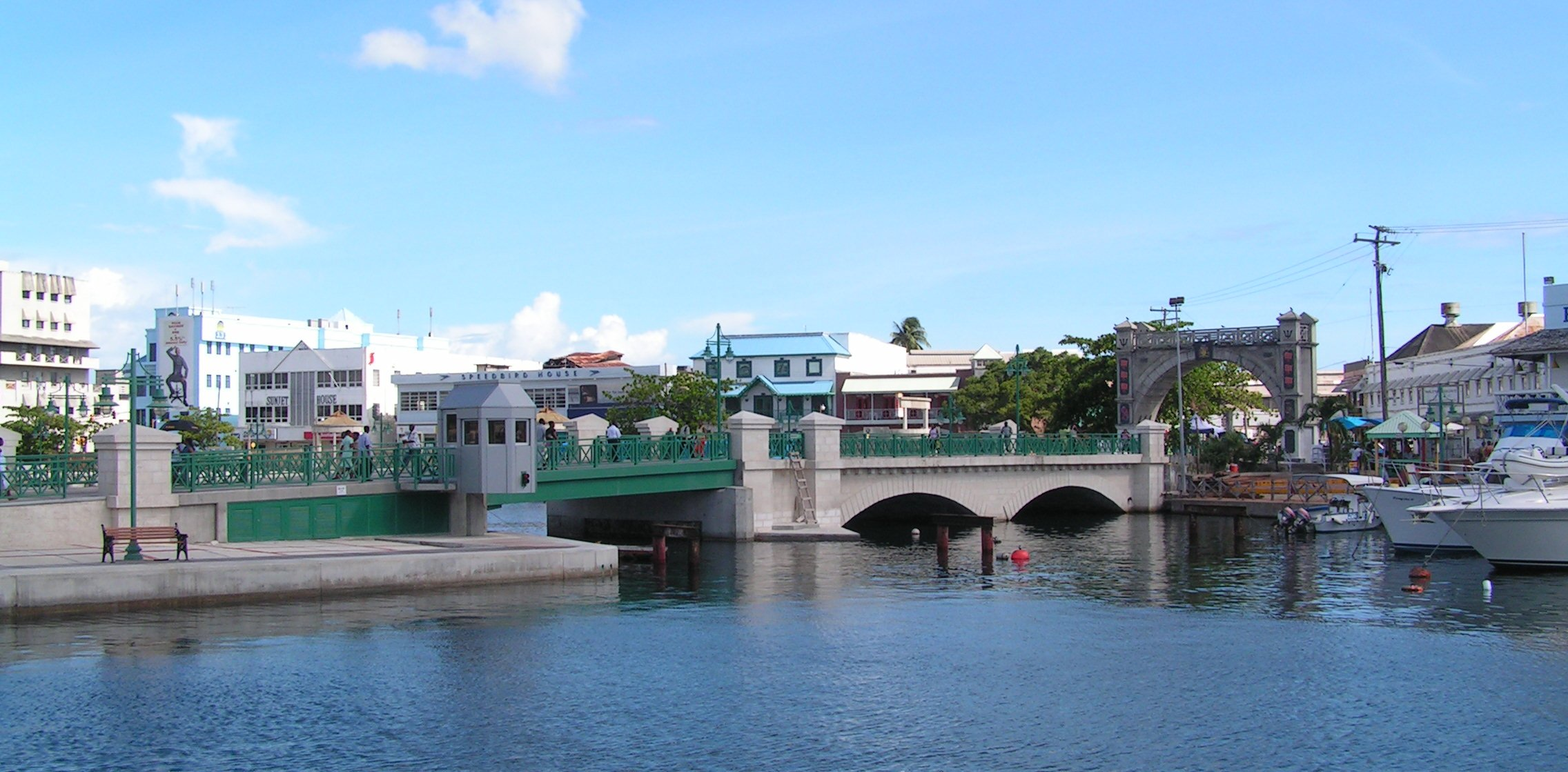
Chamberlain-Brücke über die Careenage, Unabhängigkeitsbogen

## Stadtzentrum

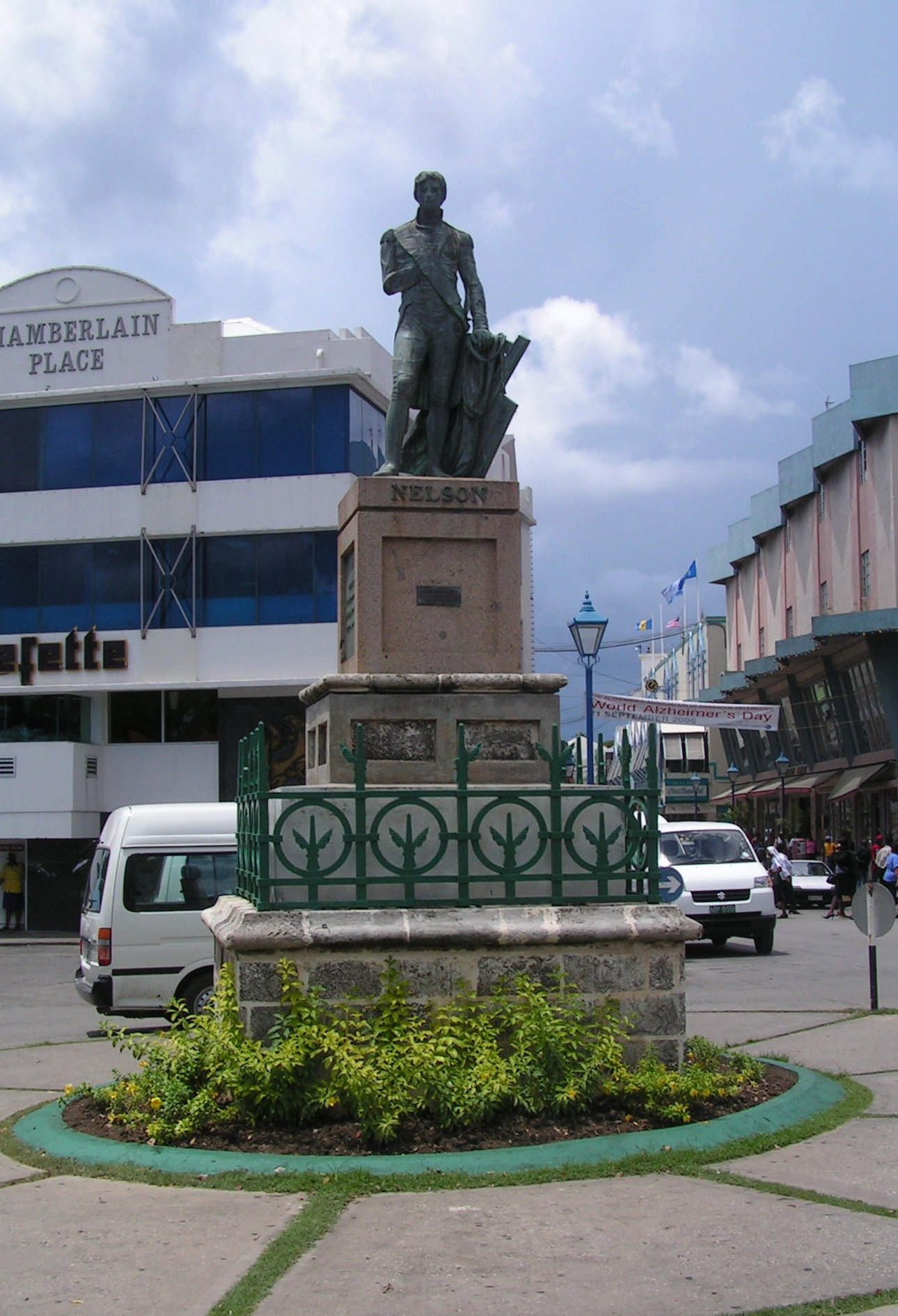
Nelson-Denkmal mit Blick auf die Broad Street

Die Mündung des Constitution River ist heute ein Yachthafen. Er wird im Zentrum der Stadt als Careenage bezeichnet, weil hier früher die Segelschiffe kielgeholt wurden (englisch: careening), um die Rümpfe zu säubern. Direkt an der Careenage liegt der National Heroes Square (früher: Trafalgar Square), der zentrale Platz der Stadt, wo jeden Tag von sechs Uhr morgens bis sechs Uhr abends laut gesetzlicher Regelung die Flagge von Barbados weht. Hier sind auch die Parliament Buildings (früher: Public Buildings), der Sitz der beiden Kammern des barbadischen Parlaments zu finden. Im Zentrum des Platzes steht das Nelson-Denkmal, das 1813 eingeweiht wurde und damit fast 30 Jahre älter ist als die Nelsonsäule in London. Am Heroes Square beginnt mit der Broad Street die wichtigste Geschäftsstraße Bridgetowns, an der Kaufhäuser mit internationalem Angebot, kleinere Geschäfte sowie Banken liegen.
In Bridgetown gibt es einige bedeutende Beispiele britischer Kolonialarchitektur, so das alte Barbados Mutual Building, die anglikanische St. Michael’s Cathedral, das Harrison College und die St. Ann’s Garrison. Die Altstadt von Bridgetown ist zusammen mit der Garnison seit 2011 UNESCO-Welterbe.

## Wirtschaft
Bridgetown ist der Sitz der Barbados Stock Exchange, der Wertpapierbörse des Landes.

## Sonstiges
- Am Rande der Stadt befindet sich das Kensington Oval, das größte Stadion von Barbados. Das Stadion ist ein Test-Cricket-Stadion und wird vom West Indies Cricket Team benutzt. Das Stadion war auch einer der Austragungsorte beim Cricket World Cup 2007, der ICC World Twenty20 2010 und des ICC Men’s T20 World Cup 2024, darunter jeweils das Finale.
- 2010 fanden die Boxweltmeisterschaften, 2004 der Pan American Cup der Frauen und 2001 die NORCECA-Meisterschaft in Bridgetown statt.
- Der internationale Flughafen Bridgetown Grantley Adams liegt 12,9 km östlich von Bridgetown und wurde 1939 eröffnet.
- Die Stadt ist Sitz des katholischen Bistums Bridgetown[2] sowie der gleichnamigen anglikanischen Diözese.

## Söhne und Töchter der Stadt
- Arthur Barclay (1854–1938), Präsident von Liberia
- Chester Gill (1928–2003), Jazz-Saxophonist und Komponist
- Albert Beckles (1930–2022), professioneller Bodybuilder
- Kamau Brathwaite (1930–2020), Dichter und Schriftsteller
- Ken Farnum (1931–2020), Radsportler
- Harry Beckett (1935–2010), Trompeter und Flügelhornist
- Peter Jackson (1949–2011), britischer Informatiker
- Grandmaster Flash (* 1958), Hip-Hop-Pionier, DJ
- Anthony Forde (* 1962), Dartspieler
- Sue Gardner (* 1967), Journalistin
- Obadele Thompson (* 1976), Leichtathlet und Olympiamedaillengewinner
- Kahlil Cato (* 1977), vincentischer Sprinter
- Alberta Whittle (* 1980), barbadisch-schottische Künstlerin
- Ramon Gittens (* 1987), Leichtathlet
- Rihanna (* 1988), Pop-Sängerin
- Ryan Brathwaite (* 1988), Leichtathlet und WM-Goldmedaillengewinner
- Kierre Beckles (* 1990), Hürdenläuferin
- Jason Holder (* 1991), Cricketspieler
- Darren Matthews (* 1991), Radrennfahrer
- Darian King (* 1992), Tennisspieler
- Kyle Mayers (* 1992), Cricketspieler
- Jofra Archer (* 1995), englischer Cricketspieler
- Akela Jones (* 1995), Leichtathletin
- Sebastian Hunte (* 1996), Fußballspieler
- Sada Williams (* 1997), Sprinterin
- Alex Sobers (* 1998), Schwimmer
- Amber Joseph (* 1999), britisch-barbadische Radsportlerin
- Rasheeme Griffith (* 2000), Hürdenläufer
- Amanda Haywood (* 2000), Squashspielerin
- Thierry Gale (* 2002), Fußballspieler
- Margot Prow (* 2002), barbadisch-englische Squashspielerin
- Danielle Titus (* 2002), Schwimmerin
- Zane Maloney (* 2003), Rennfahrer
- Kyffin Simpson (* 2004), Rennfahrer

## Städtepartnerschaften
- Wilmington, USA (2004)[3]
- Bridgetown, Kanada (2004)[4]
- Londoner Stadtbezirk Hackney, Großbritannien[5]